# Serie A (Italia) 1953-54
La Serie A 1953–54 fue la 52.ª edición del campeonato de fútbol de más alto nivel en Italia y la 22ª bajo el formato de grupo único. Inter de Milán ganó su séptimo scudetto.

## Equipos participantes
| Equipo         | Ciudad    | Estadio               |
| -------------- | --------- | --------------------- |
| Atalanta       | Bérgamo   | Comunale (Bérgamo)    |
| Bologna        | Bolonia   | Comunale (Bolonia)    |
| Fiorentina     | Florencia | Comunale (Florencia)  |
| Genoa          | Génova    | Luigi Ferraris        |
| Internazionale | Milán     | San Siro              |
| Juventus       | Turín     | Comunale (Turín)      |
| Lazio          | Roma      | Dei Centomila         |
| Legnano        | Legnano   | Di via Carlo Pisacane |
| Milan          | Milán     | San Siro              |
| Napoli         | Nápoles   | Della Liberazione     |
| Novara         | Novara    | Comunale (Novara)     |
| Palermo        | Palermo   | La Favorita           |
| Roma           | Roma      | Dei Centomila         |
| S.P.A.L.       | Ferrara   | Comunale (Ferrara)    |
| Sampdoria      | Génova    | Luigi Ferraris        |
| Torino         | Turín     | Filadelfia            |
| Triestina      | Trieste   | Comunale (Trieste)    |
| Udinese        | Údine     | Moretti               |

## Clasificación
| Pos. | Equipo             | Pts. | PJ | G  | E  | P  | GF | GC | Dif. | Clasificación                      |
| ---- | ------------------ | ---- | -- | -- | -- | -- | -- | -- | ---- | ---------------------------------- |
| 1    | Internazionale (C) | 51   | 34 | 20 | 11 | 3  | 67 | 32 | +35  | Campeón                            |
| 2    | Juventus           | 50   | 34 | 20 | 10 | 4  | 58 | 33 | +25  |                                    |
| 3    | Milan              | 44   | 34 | 17 | 10 | 7  | 66 | 39 | +27  |                                    |
| 4    | Fiorentina         | 44   | 34 | 15 | 14 | 5  | 45 | 27 | +18  |                                    |
| 5    | Napoli             | 38   | 34 | 13 | 12 | 9  | 52 | 38 | +14  |                                    |
| 6    | Roma               | 36   | 34 | 12 | 12 | 10 | 53 | 42 | +11  |                                    |
| 7    | Bologna            | 36   | 34 | 14 | 8  | 12 | 50 | 41 | +9   |                                    |
| 8    | Sampdoria          | 34   | 34 | 11 | 12 | 11 | 38 | 40 | −2   |                                    |
| 9    | Torino             | 33   | 34 | 9  | 15 | 10 | 37 | 46 | −9   |                                    |
| 10   | Atalanta           | 31   | 34 | 10 | 11 | 13 | 54 | 53 | +1   |                                    |
| 11   | Lazio              | 29   | 34 | 10 | 9  | 15 | 40 | 42 | −2   |                                    |
| 12   | Genoa              | 28   | 34 | 10 | 8  | 16 | 36 | 50 | −14  |                                    |
| 13   | Triestina          | 28   | 34 | 9  | 10 | 15 | 42 | 64 | −22  |                                    |
| 14   | Novara             | 27   | 34 | 8  | 11 | 15 | 34 | 50 | −16  |                                    |
| 15   | Udinese            | 26   | 34 | 8  | 10 | 16 | 39 | 57 | −18  | Acceso a desempate por el descenso |
| 16   | S.P.A.L.           | 26   | 34 | 8  | 10 | 16 | 33 | 53 | −20  | Acceso a desempate por el descenso |
| 17   | Palermo (D)        | 26   | 34 | 9  | 8  | 17 | 37 | 59 | −22  | Acceso a desempate por el descenso |
| 18   | Legnano (D)        | 25   | 34 | 6  | 13 | 15 | 44 | 58 | −14  | Descenso a Serie B                 |

 Fuente: BDFutbol
|                |
| Campeón        |
| Inter de Milán |
| 7º título      |

## Desempate por el descenso
|                                                                 | Partido |         | Ciudad y fecha                 |
| --------------------------------------------------------------- | ------- | ------- | ------------------------------ |
| Udinese                                                         | 2-0     | SPAL    | Milán, 6 de junio de 1954      |
| Udinese                                                         | 1-1     | Palermo | Florencia, 13 de junio de 1954 |
| SPAL                                                            | 2-1     | Palermo | Roma, 20 de junio de 1954      |
|                                                                 |         |         |                                |
| Clasificación: Udinese 3 puntos, SPAL 2 puntos, Palermo 1 punto |         |         |                                |

Palermo desciende a la Serie B.

## Resultados
| Local \ Visitante | ATA | BOL | FIO | GEN | INT | JUV | LAZ | LEG | MIL | NAP | NOV | PAL | ROM | SPA | SAM | TOR | TRI | UDI |
| ----------------- | --- | --- | --- | --- | --- | --- | --- | --- | --- | --- | --- | --- | --- | --- | --- | --- | --- | --- |
| Atalanta          | —   | 1–3 | 1–1 | 1–0 | 0–2 | 3–2 | 1–0 | 4–1 | 3–1 | 1–1 | 1–1 | 0–1 | 1–1 | 0–1 | 1–1 | 1–1 | 4–2 | 6–0 |
| Bologna           | 2–1 | —   | 1–1 | 1–1 | 0–1 | 0–1 | 1–0 | 2–0 | 2–1 | 0–0 | 2–0 | 0–1 | 1–2 | 2–1 | 0–2 | 2–0 | 4–0 | 3–1 |
| Fiorentina        | 3–0 | 1–3 | —   | 1–0 | 1–1 | 1–1 | 0–1 | 4–0 | 0–0 | 1–0 | 2–0 | 3–1 | 2–0 | 1–1 | 2–0 | 2–2 | 1–0 | 0–0 |
| Genoa             | 1–0 | 3–3 | 1–3 | —   | 1–3 | 1–3 | 3–1 | 2–1 | 2–2 | 1–1 | 2–0 | 1–0 | 1–0 | 1–0 | 0–1 | 1–1 | 1–0 | 4–1 |
| Internazionale    | 3–1 | 3–2 | 2–1 | 1–0 | —   | 6–0 | 2–0 | 2–2 | 3–0 | 2–0 | 3–1 | 4–0 | 1–1 | 4–2 | 2–1 | 2–0 | 4–2 | 0–2 |
| Juventus          | 2–0 | 2–2 | 0–0 | 3–1 | 2–2 | —   | 0–0 | 2–1 | 1–0 | 3–2 | 0–0 | 4–1 | 3–0 | 3–1 | 1–0 | 0–0 | 3–1 | 1–0 |
| Lazio             | 2–2 | 1–1 | 2–3 | 3–0 | 0–1 | 2–1 | —   | 1–1 | 1–1 | 0–4 | 2–1 | 3–0 | 1–2 | 2–1 | 3–0 | 0–1 | 5–1 | 0–1 |
| Legnano           | 1–2 | 0–1 | 1–2 | 1–1 | 1–1 | 1–1 | 2–1 | —   | 2–2 | 1–0 | 5–1 | 3–0 | 2–2 | 1–3 | 2–2 | 0–0 | 2–1 | 0–0 |
| Milan             | 3–3 | 2–1 | 2–1 | 3–0 | 2–0 | 1–0 | 3–2 | 3–1 | —   | 3–2 | 0–0 | 2–1 | 1–2 | 6–1 | 1–1 | 0–1 | 4–0 | 2–1 |
| Napoli            | 6–3 | 2–1 | 0–0 | 0–2 | 2–1 | 1–2 | 2–1 | 1–0 | 0–1 | —   | 5–1 | 3–0 | 1–0 | 3–1 | 1–1 | 2–2 | 1–0 | 2–1 |
| Novara            | 0–4 | 1–0 | 0–0 | 2–0 | 2–3 | 0–1 | 2–1 | 0–0 | 1–1 | 1–1 | —   | 3–0 | 2–0 | 4–2 | 3–0 | 1–1 | 2–0 | 0–0 |
| Palermo           | 0–0 | 3–1 | 0–1 | 2–1 | 2–2 | 1–3 | 2–0 | 3–3 | 1–4 | 2–2 | 1–1 | —   | 1–3 | 1–0 | 2–1 | 1–1 | 1–1 | 4–0 |
| Roma              | 0–0 | 1–3 | 1–2 | 4–0 | 1–1 | 1–1 | 1–1 | 5–3 | 1–2 | 0–0 | 3–0 | 3–1 | —   | 3–0 | 3–1 | 2–2 | 3–1 | 3–0 |
| S.P.A.L.          | 3–2 | 0–0 | 1–1 | 1–0 | 2–2 | 1–3 | 0–1 | 1–0 | 0–0 | 1–1 | 2–1 | 0–1 | 0–0 | —   | 2–1 | 2–3 | 0–0 | 2–1 |
| Sampdoria         | 2–0 | 2–2 | 2–0 | 0–0 | 0–0 | 0–1 | 0–0 | 3–1 | 2–1 | 1–0 | 3–1 | 2–2 | 2–1 | 0–0 | —   | 1–1 | 2–1 | 1–1 |
| Torino            | 1–3 | 0–1 | 1–1 | 3–2 | 1–1 | 2–4 | 0–1 | 2–2 | 1–4 | 0–2 | 1–0 | 2–1 | 1–1 | 1–0 | 2–0 | —   | 1–1 | 1–0 |
| Triestina         | 3–2 | 3–1 | 1–1 | 1–1 | 0–0 | 2–2 | 1–1 | 2–1 | 0–6 | 1–1 | 3–1 | 1–0 | 2–2 | 3–0 | 2–1 | 2–1 | —   | 2–1 |
| Udinese           | 2–2 | 3–2 | 1–2 | 3–1 | 0–2 | 0–2 | 1–1 | 1–2 | 2–2 | 3–3 | 1–1 | 1–0 | 2–1 | 1–1 | 1–2 | 3–0 | 4–2 | —   |